# Elaphropeza nankunshanensis
Elaphropeza nankunshanensis är en tvåvingeart som beskrevs av Yang och Patrick Grootaert 2006. Elaphropeza nankunshanensis ingår i släktet Elaphropeza och familjen puckeldansflugor. Inga underarter finns listade i Catalogue of Life.